# Paulino Masip
Paulino Masip Roca (La Granadella, Lérida, 11 de mayo de 1899 - Cholula, Puebla, México, 21 de septiembre de 1963) fue un narrador, autor dramático y guionista cinematográfico español de la Generación del 27.

## Biografía
Afincado en Logroño desde 1905 con sus padres y cuatro hermanos, allí aprende el español, lengua en la que escribirá en adelante; además, estudió y concluyó la carrera de Magisterio en 1919. Poco después de cumplir veinte años, se trasladó a París, donde vivió y trabajó hasta 1921. A su regreso a España, entró en contacto con la poderosa editorial Espasa-Calpe de Madrid, para la que tradujo algunos libros. En Logroño ayudó a fundar el Ateneo Riojano y fue su vocal en letras y secretario. Allí fundó, con la ayuda de su padre, un intelectual liberal, y dirigió entre 1924 y 1925 El Heraldo de La Rioja, y fundó y dirigió también entre 1926 y 1928 El Heraldo Riojano. Pero su oposición a la dictadura de Miguel Primo de Rivera le valió un sinnúmero de multas gubernamentales que ahogó económicamente la empresa hasta su cierre. Entonces viaja a Madrid con la idea de dedicarse al periodismo. En 1930, inicia su relación con escritores de su generación, como Manuel Andújar y Alejandro Casona, entre otros. Trabaja en la revista Estampa, alcanza la Jefatura de Redacción del diario Ahora y en 1933, tras ser su crítico teatral, es nombrado director de La Voz de Madrid, el más joven de España. Luego regirá El Sol, todos ellos republicanos y liberales. Frecuenta las tertulias de José Ortega y Gasset en el café Granja El Henar y la del Café Regina, presidida por Manuel Azaña.
Antes de la Guerra Civil estrena Dúo y sus obras posteriores, las comedias La frontera (1934) y El báculo y el paraguas (1936) son representadas en el Teatro Cervantes y el Teatro de la Zarzuela. Durante la contienda abandona Madrid, se instala en Valencia y, finalmente, en Barcelona, donde dirige La Vanguardia entre 1937 y 1938. Ese mismo año es nombrado agregado de prensa en París por el ministro de Asuntos Exteriores. El Gobierno de México costea su viaje al exilio, el de su familia, en mayo de 1939 junto a otros once intelectuales como José Bergamín. En la travesía escribre Cartas de un español emigrado. A su llegada a México, en 1939 se integró a la S.E.R.E., organización de ayuda a los refugiados políticos españoles. Dirigió el Boletín del Comité Técnico de Ayuda a los Republicanos Españoles. Colaboró en la revista Mañana; publicó sus Cartas a un español emigrado (1939) y  se naturalizó mexicano en 1941. En México alternó el teatro, la novela y el relato corto con la escritura de guiones cinematográficos, la adaptación y traducción de textos. También posee obra en verso. Fue también asiduo colaborador de las revistas del exilio mexicano (Romance, España Peregrina, Litoral, Las Españas). Sin embargo, en esta etapa la literatura pasó a un segundo lugar; no en vano Max Aub afirmó que se lo había tragado el cine porque, dramaturgo y periodista de prestigio, novelista prometedor, se consagró ya casi con total exclusividad a ser guionista y dialoguista cinematográfico, lo que alternará con sus críticas en Cinema Reporter. Para el cine mexicano escribió Masip más de cincuenta guiones, a juicio de Román Gubern, desde 1941, cuando escribió el de El barbero prodigioso, filme que dirigió Fernando Soler. Entre ellos están El verdugo de Sevilla (1942), también de Fernando Soler, adaptación de una obra de Pedro Muñoz Seca; Lo que va de ayer a hoy (1945), No basta con ser charros (1945) y Los maderos de San Juan (1946), de Juan Bustillo Oro; Jalisco canta en Sevilla (1948), coproducción hispanomexicana dirigida por Fernando de Fuentes y protagonizada por Jorge Negrete; Yo soy charro de levita (1949), de Gilberto Martínez Solares; Crimen y castigo (1950), de Fernando de Fuentes, adaptación de la novela de Dostoievski; La devoradora (Dir. Fernando de Fuentes, 1946) Ahí viene Martín Corona (Dir. Miguel Zacarías, 1951) y Escuela de vagabundos (Dir. Rogelio A. González, 1954), tres películas protagonizadas por Pedro Infante. También firmó el guion de La barraca (1944), película basada en el texto de Vicente Blasco Ibáñez y dirigida por Roberto Gavaldón con un equipo técnico integrado casi exclusivamente por españoles, y Canción de cuna, obra de teatro de María de la O Lejárraga. Adaptó al teatro El escándalo, de Pedro Antonio de Alarcón. Murió en México el 21 de septiembre de 1963.

## Literatura
Cultivó sobre todo el teatro, el guion y la narrativa con un sesgo intelectual y humorístico. Como traductor vertió obras de Charles Nodier. La obra más famosa de Paulino Masip es la novela El diario de Hamlet García (1944), reimpresa en 1987 en España con gran éxito. Se considera a esta obra una de las mejores sobre la guerra civil. Adopta la forma de diario para narrar las aventuras del protagonista desde el 1 de enero de 1935 hasta un día del otoño de 1936, para describir la evolución psicológica del galdosiano personaje que brinda su propia caracterización: "Me llamo Hamlet. Soy profesor ambulante de metafísica". Paralelo es el desarrollo de la contienda bélica en Madrid, que queda definido en sus pocas aventuras exteriores y en sus constantes análisis introspectivos. Como el personaje homónimo de Shakespeare, es un ser atribulado por sus dudas; ante el acontecimiento bélico permanece al margen sin encontrar la respuesta para explicarse los cambios de su vida, pero otros personajes sirven de contrapunto a su vida de pequeño burgués, algunos inolvidables, como Adela, Daniel y Eloísa, la Cloti, ofrecen una dimensión de las vicisitudes de un Madrid en pie de guerra y azotado por las bombas de los aviones fascista: "Madrid se ensombrece más. De día la ciudad está exasperada; de noche, a oscuras, gime estremecida de malos sueños interrumpidos". Por su rigor narrativo y estilístico y su densidad intelectual, no es una novela más al uso sobre la guerra civil, pues más allá de su carácter histórico destaca la pusilanimidad y la cobardía de aquellos intelectuales que frente a la revolución son incapaces de actuar, es decir, de tomar partido por la razón histórica.
Su segunda novela, La aventura de Marta Abril (México: Stylo, 1953), es una biografía desenfadada de un bellezón ligero de cascos, en la mejor tradición de la picaresca, en las antípodas del apocado y dubitativo Hamlet García de su obra mayor.
El báculo y el paraguas es una pieza teatral estrenada en 1936 que responde a los moldes  del teatro de Jacinto Benavente: la comedia burguesa y de la pieza bien hecha. Su interés radica en su preocupación feminista. La mujer, en este caso, la protagonista, decide como Nora en Casa de muñecas de Henrik Ibsen, su propio destino en contra de las imposiciones de su entorno social y familiar.
El emplazado (1950) es una farsa sobre un hombre de negocios desahuciado por los médicos. Abandona los negocios y, tras varias aventuras amorosas, descubre un día el verdadero amor y, con ello, la verdad de sí mismo; el humor sirve de contrapunto al convencionalismo argumental.

## Obra

### Lírica
- Remansos líricos, 1917.

### Teatro
- Dúo
- El báculo y el paraguas, 1930, estrenada en 1936.
- La frontera, Madrid: La Farsa, 1933 (comedia)
- El hombre que hizo un milagro (Farsa en cuatro actos, el segundo dividido en tres cuadros) México: Editorial Atlante, 1944, llevada al cine como El barbero prodigioso.
- El emplazado, 1949.[2]
- El escándalo, 1952, adaptación de la novela de Pedro Antonio de Alarcón.
- La trampa, adaptación de su novela del mismo título.

### Novela
- El diario de Hamlet García, México: Imp. Manuel León Sánchez, 1944. Reimpreso en Barcelona: Anthropos, 1987.
- La aventura de Marta Abril México: Stylo, 1953. Editado en España por Zimerman Ediciones, Granada, 2010.
- Un ladrón México: Ardevol, 1953

### Libros de relatos
- Historias de amor, México: Empresas Editoriales, 1943, relatos.
- De quince llevo una, México, 1949. Editado en España por Zimerman Ediciones, Granada, 2009.
- La trampa, México: Ardevol, 1953.
- El gafe, o la necesidad de un responsable, y otras historias, Edición de María Teresa González de Garay. Biblioteca Riojana: Logroño, 1992.
- La trampa y otros relatos. Edición de María Teresa González de Garay. Sevilla: Renacimiento, 2002.

### Otros
- Traductor al castellano de Salambó de Gustavo Flaubert. México: Editorial Leyenda. 1943.
- Cartas a un español emigrado, México: Ediciones del Centro Cultural El Nigromante, 1989.
- Cartas a un español emigrado, Estudio preliminar, nota biográfica y bibliografía de María Teresa González de Garay. México: Ediciones del Centro Cultural El Nigromante, 1999.
- Prudencio sube al cielo, Edición e introducción de María Teresa González de Garay. Logroño: AMG, La ciudad y las sierras, 1994.
- Seis estampas riojanas, Edición, introducción y notas de María Teresa González de Garay. Logroño: Gobierno de La Rioja, Consejería de Educación, Cultura y Deportes, 1996.